# Garfield: Festyn humoru
Garfield: Festyn humoru (ang. Garfield’s Fun Fest, 2008) – amerykańsko-koreański film animowany wykonany przy pomocy techniki komputerowej. Film opisuje kolejne przygody rudego kota o imieniu Garfield.
Premiera filmu w polskich kinach odbyła się 19 września 2008 roku.

## Fabuła
Garfield bierze udział w konkursie na najzabawniejszego bohatera rysunkowego. Pewny siebie Garfield, od lat zdobywający pierwsze miejsce, podczas drobnego nieporozumienia ze swoją dziewczyną Arlene, traci poczucie humoru i nadzieję na wygraną. Postanawia wraz ze swoim przyjacielem Odiem wyruszyć na poszukiwanie świętego graala śmiechu – magicznej sadzawki, która znajduje się gdzieś w Tajemniczym Lesie.

## Wersja polska
Wersja polska: Sun Studio Polska

Reżyseria: Agnieszka Zwolińska

Dialogi polskie: Tomasz Robaczewski

Dźwięk i montaż: Ilona Czech-Kłoczewska

W polskiej wersji językowej udział wzięli:
- Cezary Żak – Garfield
- Joanna Jabłczyńska – Arlene
- Jerzy Kryszak – Freddy Frog
- Waldemar Barwiński – Odie
- Wojciech Paszkowski – Ramone
- Mieczysław Morański – Charles
- Tomasz Kozłowicz – Jon
- Paweł Szczesny – Eli
- Jarosław Boberek – Stanislavski
- Karol Wróblewski – Nermal
- Marcin Troński – Narrator
- Jakub Szydłowski – Junior
- Izabella Bukowska-Chądzyńska – Bonnie
- Izabela Dąbrowska –
  - Zelda,
  - Bonita
- Jarosław Domin –
  - Roger,
  - Randy
- Cezary Kwieciński – Leonard
- Anna Apostolakis-Gluzińska –
  - Mama,
  - Betty
- Wojciech Machnicki – Jeff
- Zbigniew Konopka – Billy
- Łukasz Lewandowski – Shecky